# Inácio Martins
Inácio Martins est une municipalité brésilienne située dans l'État du Paraná.